# Vòng loại Giải bóng đá Vô địch U-21 Quốc gia 2017
Vòng loại Giải bóng đá Vô địch U-21 Quốc gia 2017 là giải đấu vòng loại của Giải bóng đá Vô địch U-21 Quốc gia 2017, lần thứ 21 của Giải bóng đá Vô địch U-21 Quốc gia do Liên đoàn bóng đá Việt Nam (VFF) và báo Thanh Niên đồng tổ chức. Quá trình vòng loại bắt đầu vào ngày 8 tháng 8 và kết thúc vào ngày 18 tháng 8 năm 2017.
Tổng cộng có tám đội bóng giành quyền vào vòng chung kết, bao gồm cả đội được đặc cách vượt qua vòng loại với tư cách chủ nhà.

## Các đội bóng
Hai mươi đội bóng đã đăng ký tham dự mùa giải lần này từ vòng loại. Các đội bóng được sắp xếp sẵn vào các bảng đấu dựa theo khu vực địa lý. Những đội bóng đóng vai trò là chủ nhà của bảng đấu vòng loại được ký hiệu bởi (H).
Với tư cách chủ nhà của vòng chung kết, Becamex Bình Dương đã được miễn thi đấu vòng loại này.
| VT | Đội              |
| -- | ---------------- |
| A1 | Viettel (H)      |
| A2 | Hà Nội           |
| A3 | Sông Lam Nghệ An |
| A4 | FLC Thanh Hóa    |

| VT | Đội                |
| -- | ------------------ |
| B1 | Thừa Thiên Huế (H) |
| B2 | Bình Định          |
| B3 | Quảng Nam          |
| B4 | SHB Đà Nẵng        |
| B5 | Sanna Khánh Hòa    |

| VT | Đội                   |
| -- | --------------------- |
| C1 | Hoàng Anh Gia Lai (H) |
| C2 | PVF                   |
| C3 | Đồng Nai              |
| C4 | Bình Phước            |
| C5 | Đắk Lắk               |
| C6 | Thành phố Hồ Chí Minh |

| VT | Đội         |
| -- | ----------- |
| D1 | Long An (H) |
| D2 | Cần Thơ     |
| D3 | Đồng Tháp   |
| D4 | An Giang    |
| D5 | Tiền Giang  |

| Rút lui sau khi đăng ký tham dự |
| ------------------------------- |
| Nam Định                        |
| Quảng Ninh                      |
| Cà Mau                          |

## Thể thức
Các đội bóng trong bảng thi đấu với nhau theo thể thức vòng tròn một lượt tính điểm. 4 đội xếp thứ nhất và 3 đội xếp thứ nhì có thành tích tốt nhất sẽ lọt vào vòng chung kết.

### Các tiêu chí
Các đội được xếp hạng theo điểm (3 điểm cho 1 trận thắng, 1 điểm cho 1 trận hòa, 0 điểm cho 1 trận thua), và nếu bằng điểm, các tiêu chí sau đây được áp dụng theo thứ tự, để xác định thứ hạng:
1. Điểm trong các trận đối đầu trực tiếp giữa các đội bằng điểm;
2. Hiệu số bàn thắng thua trong các trận đối đầu trực tiếp giữa các đội bằng điểm;
3. Số bàn thắng ghi được trong các trận đối đầu trực tiếp giữa các đội bằng điểm;
4. Nếu có nhiều hơn hai đội bằng điểm, và sau khi áp dụng tất cả các tiêu chí đối đầu ở trên, một nhóm nhỏ các đội vẫn còn bằng điểm nhau, tất cả các tiêu chí đối đầu ở trên được áp dụng lại cho riêng nhóm này;
5. Hiệu số bàn thắng thua trong tất cả các trận đấu bảng;
6. Số bàn thắng ghi được trong tất cả các trận đấu bảng;
7. Sút luân lưu nếu chỉ có hai đội bằng điểm và gặp nhau trong trận cuối cùng của bảng;
8. Điểm kỷ luật (thẻ vàng = –1 điểm, thẻ đỏ gián tiếp (2 thẻ vàng) = –3 điểm, thẻ đỏ trực tiếp = –3 điểm, thẻ vàng và thẻ đỏ trực tiếp = –4 điểm);
9. Bốc thăm.

## Đội hình
Các cầu thủ sinh từ ngày 1 tháng 1 năm 1996 đến ngày 31 tháng 12 năm 2001 có đủ điều kiện để tham dự giải đấu. Mỗi đội bóng phải đăng ký một đội hình gồm tối đa 25 cầu thủ (Quy định mục 4.2 và 5.2).

## Các bảng đấu

### Bảng A
Các trận đấu diễn ra tại Trung tâm thể thao Viettel.
| STT | Đội bóng             | Tr | T | H | B | Bt | Bb | Hs  | Điểm | Kết quả                            |
| --- | -------------------- | -- | - | - | - | -- | -- | --- | ---- | ---------------------------------- |
| 1   | U21 Sông Lam Nghệ An | 3  | 2 | 1 | 0 | 6  | 2  | +4  | 7    | Vị trí giành vé dự vòng chung kết  |
| 2   | U21 Viettel          | 3  | 1 | 2 | 0 | 8  | 2  | +6  | 5    | Vị trí xét thành tích đội nhì bảng |
| 3   | U21 Hà Nội           | 3  | 1 | 1 | 1 | 7  | 3  | +4  | 4    |                                    |
| 4   | U21 FLC Thanh Hóa    | 3  | 0 | 0 | 3 | 2  | 16 | -14 | 0    |                                    |

| U21 Viettel | 0–0      | U21 Hà Nội |
| ----------- | -------- | ---------- |
|             | Chi tiết |            |

| U21 Sông Lam Nghệ An                           | 3–0      | U21 FLC Thanh Hóa |
| ---------------------------------------------- | -------- | ----------------- |
| Đồng Văn Đoàn (23) · Phan Văn Đức (20) 23' 64' | Chi tiết |                   |

| U21 FLC Thanh Hóa | 1–6      | U21 Hà Nội                                                                 |
| ----------------- | -------- | -------------------------------------------------------------------------- |
|                   | Chi tiết | Trần Đức Nam (11) · Phạm Tuấn Hải (10) · Nguyễn Thành Chung · Đậu Văn Toàn |

| U21 Viettel      | 1–1      | U21 Sông Lam Nghệ An |
| ---------------- | -------- | -------------------- |
| Nguyễn Đức Chiến | Chi tiết | Phạm Xuân Mạnh       |

| U21 Hà Nội                | 1–2      | U21 Sông Lam Nghệ An                  |
| ------------------------- | -------- | ------------------------------------- |
| Phạm Tuấn Hải 64' (ph.đ.) | Chi tiết | Nguyễn Văn Đức 10' · Phan Văn Đức 43' |

| U21 FLC Thanh Hóa | 1–7      | U21 Viettel |
| ----------------- | -------- | --- |
|                   | Chi tiết | Lê Tuấn Anh (18) · Trần Hoàng Sơn (31) · Nguyễn Trọng Đại (29) · Nguyễn Đức Chiến (21) · Nguyễn Vũ Linh (16) · Mạnh Duy (5) 78' (ph.l.n) |

### Bảng B
Các trận đấu diễn ra tại Huế.
| STT | Đội bóng             | Tr | T | H | B | Bt | Bb | Hs  | Điểm | Kết quả                            |
| --- | -------------------- | -- | - | - | - | -- | -- | --- | ---- | ---------------------------------- |
| 1   | U21 Thừa Thiên - Huế | 4  | 3 | 1 | 0 | 10 | 3  | +7  | 10   | Vị trí giành vé dự vòng chung kết  |
| 2   | U21 Quảng Nam        | 4  | 2 | 2 | 0 | 16 | 6  | +10 | 8    | Vị trí xét thành tích đội nhì bảng |
| 3   | U21 SHB Đà Nẵng      | 4  | 2 | 1 | 1 | 7  | 5  | +2  | 7    |                                    |
| 4   | U21 Sanna Khánh Hòa  | 4  | 1 | 0 | 3 | 5  | 13 | -8  | 3    |                                    |
| 5   | U21 Bình Định        | 4  | 0 | 0 | 4 | 4  | 15 | -11 | 0    |                                    |

| U21 Bình Định | 1–2      | U21 Sanna Khánh Hòa |
| ------------- | -------- | ------------------- |
|               | Chi tiết | Trần Văn Tùng (9)   |

| U21 Thừa Thiên - Huế | 1–1      | U21 Quảng Nam |
| -------------------- | -------- | ------------- |
|                      | Chi tiết |               |

| U21 SHB Đà Nẵng                | 3–0      | U21 Bình Định |
| ------------------------------ | -------- | ------------- |
| Phạm Trọng Hóa · Phan Văn Long | Chi tiết |               |

| U21 Sanna Khánh Hòa | 0–3      | U21 Thừa Thiên - Huế |
| ------------------- | -------- | -------------------- |
|                     | Chi tiết | Văn Lộc · Thiên Ân   |

| U21 Bình Định                             | 2–7      | U21 Quảng Nam |
| ----------------------------------------- | -------- | --- |
| Phạm Trường Dũ (6) · Nguyễn Công Huy (15) | Chi tiết | Lê Đức Sơn ph.l.n' · Nguyễn Minh Thiện (9) · Nguyễn Văn Trạng (11) · Trần Hoàng Hưng (12) 67' (ph.đ.) · Nguyễn Mạnh Tiến (10) |

| U21 Sanna Khánh Hòa | 1–2      | U21 SHB Đà Nẵng                       |
| ------------------- | -------- | ------------------------------------- |
| Huỳnh Nhật Tân (10) | Chi tiết | Phạm Trọng Hóa · A Mít · Bá Dương (6) |

| U21 Quảng Nam            | 7–2      | U21 Sanna Khánh Hòa    |
| ------------------------ | -------- | ---------------------- |
| Hoàng Hưng (12) · Văn Đô | Chi tiết | Văn Tùng · Trọng Thanh |

| U21 SHB Đà Nẵng | 1–3      | U21 Thừa Thiên - Huế  |
| --------------- | -------- | --------------------- |
| A Mít           | Chi tiết | Trần Thành · Văn Hiếu |

| U21 Quảng Nam | 1–1      | U21 SHB Đà Nẵng |
| ------------- | -------- | --------------- |
| Văn Đô        | Chi tiết | Bá Dương        |

| U21 Bình Định | 1–3      | U21 Thừa Thiên - Huế             |
| ------------- | -------- | -------------------------------- |
|               | Chi tiết | Trần Thành · Xuân Lộc · Tuấn Anh |

### Bảng C
Các trận đấu diễn ra tại Gia Lai.
| STT | Đội bóng                  | Tr | T | H | B | Bt | Bb | Hs | Điểm | Kết quả                            |
| --- | ------------------------- | -- | - | - | - | -- | -- | -- | ---- | ---------------------------------- |
| 1   | U21 PVF                   | 5  | 4 | 0 | 1 | 9  | 3  | +6 | 12   | Vị trí giành vé dự vòng chung kết  |
| 2   | U21 Hoàng Anh Gia Lai     | 5  | 4 | 0 | 1 | 8  | 2  | +6 | 12   | Vị trí xét thành tích đội nhì bảng |
| 3   | U21 Bình Phước            | 5  | 3 | 1 | 1 | 6  | 4  | +2 | 10   |                                    |
| 4   | U21 Thành phố Hồ Chí Minh | 5  | 2 | 1 | 2 | 8  | 6  | +2 | 7    |                                    |
| 5   | U21 Đồng Nai              | 5  | 0 | 1 | 4 | 3  | 11 | -8 | 1    |                                    |
| 6   | U21 Đắk Lắk               | 5  | 0 | 1 | 4 | 2  | 10 | -8 | 1    |                                    |

| U21 Hoàng Anh Gia Lai | 0–2      | U21 PVF                                             |
| --------------------- | -------- | --------------------------------------------------- |
|                       | Chi tiết | Trần Thanh Long (14) 58' · Phạm Ngô Tấn Tài (9) 76' |

| U21 Bình Phước     | 1–0      | U21 Đắk Lắk |
| ------------------ | -------- | ----------- |
| Hữu Thắng (16) 90' | Chi tiết |             |

| U21 Đồng Nai | 1–4      | U21 Thành phố Hồ Chí Minh                    |
| ------------ | -------- | -------------------------------------------- |
|              | Chi tiết | Thế Vinh (7) · Văn Tánh (8) · Tiến Phong (9) |

| U21 Đắk Lắk | 0–2      | U21 Hoàng Anh Gia Lai                     |
| ----------- | -------- | ----------------------------------------- |
|             | Chi tiết | Châu Ngọc Quang (24) · Nguyễn Vân Anh (9) |

| U21 Thành phố Hồ Chí Minh | 1–1      | U21 Bình Phước               |
| ------------------------- | -------- | ---------------------------- |
| Tô Phương Thịnh (11) 74'  | Chi tiết | Cầm Bá Tuấn (17) 78' (ph.đ.) |

| U21 PVF                              | 2–0      | U21 Đồng Nai |
| ------------------------------------ | -------- | ------------ |
| Thành Lộc (3) · Phạm Ngô Tấn Tài (9) | Chi tiết |              |

| U21 Đắk Lắk | 0–3      | U21 Thành phố Hồ Chí Minh |
| ----------- | -------- | ------------------------- |
|             | Chi tiết | Võ Văn Tánh (8)           |

| U21 Bình Phước       | 2–1      | U21 PVF              |
| -------------------- | -------- | -------------------- |
| Phù Trung Phong (18) | Chi tiết | Phạm Ngô Tấn Tài (9) |

| U21 Đồng Nai | 0–2      | U21 Hoàng Anh Gia Lai |
| ------------ | -------- | --------------------- |
| ph.l.n'      | Chi tiết | Văn Hạnh (5)          |

| U21 Đồng Nai | 1–2      | U21 Bình Phước |
| ------------ | -------- | -------------- |
|              | Chi tiết |                |

| U21 PVF                            | 3–1      | U21 Đắk Lắk |
| ---------------------------------- | -------- | ----------- |
| Trần Thanh Long · Phạm Ngô Tấn Tài | Chi tiết |             |

| U21 Hoàng Anh Gia Lai                               | 3–0      | U21 Thành phố Hồ Chí Minh |
| --------------------------------------------------- | -------- | ------------------------- |
| Đinh Thanh Bình · Nguyễn Văn Hạnh · Triệu Việt Hưng | Chi tiết |                           |

| U21 Đắk Lắk | 1–1      | U21 Đồng Nai |
| ----------- | -------- | ------------ |
|             | Chi tiết |              |

| U21 Thành phố Hồ Chí Minh | 0–1      | U21 PVF           |
| ------------------------- | -------- | ----------------- |
|                           | Chi tiết | Ngô Tùng Quốc (2) |

| U21 Hoàng Anh Gia Lai        | 1–0      | U21 Bình Phước        |
| ---------------------------- | -------- | --------------------- |
| Hoàng Thanh Tùng 86' (ph.đ.) | Chi tiết | Văn Công Quý (12) 78' |

### Bảng D
Các trận đấu diễn ra tại Long An.
| STT | Đội bóng       | Tr | T | H | B | Bt | Bb | Hs | Điểm | Kết quả                            |
| --- | -------------- | -- | - | - | - | -- | -- | -- | ---- | ---------------------------------- |
| 1   | U21 Đồng Tháp  | 4  | 4 | 0 | 0 | 9  | 3  | +6 | 12   | Vị trí giành vé dự vòng chung kết  |
| 2   | U21 An Giang   | 4  | 3 | 0 | 1 | 6  | 4  | +2 | 9    | Vị trí xét thành tích đội nhì bảng |
| 3   | U21 Tiền Giang | 4  | 2 | 0 | 2 | 4  | 4  | 0  | 6    |                                    |
| 4   | U21 Long An    | 4  | 1 | 0 | 3 | 10 | 9  | +1 | 3    |                                    |
| 5   | U21 Cần Thơ    | 4  | 0 | 0 | 4 | 4  | 13 | -9 | 0    |                                    |

| U21 Cần Thơ | 0–1      | U21 Tiền Giang |
| ----------- | -------- | -------------- |
|             | Chi tiết | Khánh Đức (17) |

| U21 Long An              | 1–3      | U21 Đồng Tháp                           |
| ------------------------ | -------- | --------------------------------------- |
| Cù Nguyễn Khánh (19) 80' | Chi tiết | Công Thành (10) 5', 10' · Công Minh (8) |

| U21 An Giang                             | 2–1      | U21 Cần Thơ |
| ---------------------------------------- | -------- | ----------- |
| Lương Thanh Sang (20) 23', 90+3' (ph.đ.) | Chi tiết | Văn Phi     |

| U21 Tiền Giang                         | 2–0      | U21 Long An |
| -------------------------------------- | -------- | ----------- |
| Võ Khánh Hòa (10) · Hồ Nhật Trường (9) | Chi tiết |             |

| U21 Cần Thơ | 1–3      | U21 Đồng Tháp                                              |
| ----------- | -------- | ---------------------------------------------------------- |
|             | Chi tiết | Trần Công Minh · Nguyễn Công Thành · Trương Huỳnh Anh Khoa |

| U21 Tiền Giang | 0–1      | U21 An Giang          |
| -------------- | -------- | --------------------- |
|                | Chi tiết | Lương Thanh Sang (20) |

| U21 Tiền Giang                | 1–3      | U21 Đồng Tháp                                           |
| ----------------------------- | -------- | ------------------------------------------------------- |
| Phan Nguyễn Tuấn Anh (12) 50' | Chi tiết | Nguyễn Công Thành · Trần Công Minh · Nguyễn Trung Thắng |

| U21 An Giang                      | 3–2      | U21 Long An                      |
| --------------------------------- | -------- | -------------------------------- |
| Lương Thanh Sang · Dương Văn Minh | Chi tiết | Phạm Quốc Ca · Nguyễn Việt Thắng |

| U21 Đồng Tháp          | 1–0      | U21 An Giang |
| ---------------------- | -------- | ------------ |
| Trần Công Minh (8) 52' | Chi tiết |              |

| U21 Long An | 7–2      | U21 Cần Thơ |
| ----------- | -------- | ----------- |
|             | Chi tiết |             |

### Bảng xếp hạng các đội nhì bảng đấu
Ba đội xếp thứ nhì có thành tích tốt nhất sẽ giành quyền tham dự vòng chung kết. Do các bảng đấu có số đội khác nhau nên kết quả giữa đội xếp thứ nhì với các đội xếp thứ năm và sáu không đựoc tính khi xét thứ hạng này.
| STT | Đội bóng              | Tr | T | H | B | Bt | Bb | Hs | Điểm | Kết quả                           |
| --- | --------------------- | -- | - | - | - | -- | -- | -- | ---- | --------------------------------- |
| 1   | U21 Hoàng Anh Gia Lai | 3  | 2 | 0 | 1 | 4  | 2  | +2 | 6    | Vị trí giành vé dự vòng chung kết |
| 2   | U21 An Giang          | 3  | 2 | 0 | 1 | 4  | 3  | +1 | 6    | Vị trí giành vé dự vòng chung kết |
| 3   | U21 Viettel           | 3  | 1 | 2 | 0 | 8  | 2  | +6 | 5    | Vị trí giành vé dự vòng chung kết |
| 4   | U21 Quảng Nam         | 3  | 1 | 2 | 0 | 9  | 4  | +5 | 5    |                                   |

## Các đội vượt qua vòng loại
Dưới đây là các đội đã vượt qua vòng loại để thi đấu tại vòng chung kết Giải bóng đá Vô địch U-21 Quốc gia năm 2017. 
| Câu lạc bộ         | Tư cách vượt qua vòng loại      | Ngày vượt qua vòng loại |
| ------------------ | ------------------------------- | ----------------------- |
| Becamex Bình Dương | Chủ nhà                         |                         |
| Sông Lam Nghệ An   | Nhất bảng A                     |                         |
| Thừa Thiên Huế     | Nhất bảng B                     |                         |
| PVF                | Nhất bảng C                     |                         |
| Đồng Tháp          | Nhất bảng D                     |                         |
| Hoàng Anh Gia Lai  | Nhì bảng C/Nhì bảng tốt nhất    |                         |
| An Giang           | Nhì bảng D/Nhì bảng tốt thứ hai |                         |
| Viettel            | Nhì bảng A/Nhì bảng tốt thứ ba  |                         |

1. ↑  Kế thừa thành tích của Thể Công.